# Варш (каштелян)
Варш (пол. Warsz) — сандомирский мечник, стольник, воевода и краковский каштелян.
чешско-венгерского конфликта 
Должностное лицо Болеслава Стыдливого. В 1266 участвовал в походе на Русь. Во время чешско-венгерского конфликта командовал экспедицией малопольских войск на Вроцлавское княжество. 23 февраля 1280 вместе с краковским воеводой Петром Богория и сандомирским воеводой Янушем Старжем стоял во главе польских рыцарей в битве под Гозлицей.

## Должности
- 1250 — сандомирский мечник
- 1255 — сандомирский стольник
- 1268 — сандомирский воевода
- 1270 — краковский каштелян